# Theodore Stephanides
Theodore Philip Stephanides ou Theódoros Stefanídis (grec moderne : Θεόδωρος Στεφανίδης ; 21 janvier 1896 à Bombay, Raj britannique - 13 avril 1983 à Kilburn, Londres,,) est un poète gréco-britannique, également traducteur, médecin, naturaliste et scientifique. Il est principalement connu comme l'ami et le mentor du célèbre naturaliste et écrivain Gerald Durrell, qui en fait l'un des personnages importants des récits autobiographiques portant sur la période qu'il a vécue dans l'île grecque de Corfou, de 1935 à 1939. L'ensemble de ces récits est connu sous le nom de Trilogie de Corfou, qui comprend : Ma famille et autre animaux, Oiseaux, bêtes et grandes personnes et Le Jardin des dieux. Il apparaît également dans Fillets of Plice, non traduit en français à ce jour. Lawrence Durrell, romancier, frère aîné de Gerald, l'évoque aussi dans Prospero's Cell, ainsi qu'Henry Miller dans Le Colosse de Maroussi.
Polymathe, Stephanides est un scientifique et un médecin respecté ainsi qu'un poète de langue anglaise renommé. Il traduit un important corpus de poésie grecque en anglais, notamment de nombreuses œuvres du poète grec Kostís Palamás, le récit proche du genre épique Erotókritos du poète crétois Vitzentsos Kornaros, ainsi que des dizaines de poèmes courts de Sappho et d'autres auteurs grecs de l'Antiquité.
Biologiste de valeur, Stephanides donne son nom à quatre espèces. Trois d'entre elles, Cytherois stephanidesi, Thermocyclops stephanidesi et Schizopera stephanidesi, sont des organismes aquatiques microscopiques et la quatrième, Arctodiaptomus stephanidesi, est un crustacé (copépode) décrit sous le nom Diaptomus stephanidesi par Otto Pesta en 1935.
Theodore Stephanides est l'auteur en 1948 d’Une étude de la biologie des eaux douces de Corfou et de quelques autres régions de Grèce (A Survey of the Freshwater Biology of Corfou and of Some Other Regions of Greece), un traité qui fait encore référence,. Son récit autobiographique de la bataille de Crète, Climax in Crete (1946), et son ouvrage semi-fictif sur Corfou et les Îles Ioniennes, Island Trails (1973), rencontrent le succès par le passé mais sont maintenant épuisés.

## Biographie

### Enfance à Bombay et Corfou
Theodore Philip Stephanides naît à Bombay, en Inde, de Philip (Fílippos) Stephanídis, originaire de Thessalie, en Grèce, et de Caterina Ralli, née et formée à Londres. Son père, qui travaille pour la société internationale des Frères Ralli (Ralli Brothers), dont la famille est originaire de Chios, en Grèce, épouse la fille du patron. Théodore passe ses premières années à Bombay. Sa langue maternelle était l'anglais, qu'il parlait avec un net accent britannique. Lorsque son père prit sa retraite en 1907, la famille s'installa à Corfou, où la famille Ralli avait un domaine. C'est alors seulement que Theodore apprit le grec, à l'âge de onze ans.

### La Première Guerre mondiale et la guerre gréco-turque (1919-1922)
Pendant la Première Guerre mondiale, qui commença alors qu'il avait dix-huit ans, Theodore Stephanides servit comme artilleur dans l'armée grecque sur le front macédonien, après quoi il participa à la désastreuse campagne anatolienne de 1919-1922,.
Par la suite, Stephanides rédigea un compte rendu de la période au cours de laquelle il servait dans les brigades de l'artillerie grecque, en Macédoine, en 1917-18. Il déposera une copie du texte dactylographié (non publié) à l’Imperial War Museum de Londres dans les années 1970. Commencé dans les années 1920, achevé en 1931, révisé dans les années 1960, et intitulé Pot-pourri macédonien (Macedonian Medley), ce récit était basé sur un journal tenu au quotidien pendant ses deux périodes d'engagement sur le front macédonien (de juin 1916 à février 1918 et d'août à octobre 1918).
Stephanides servit dix-huit mois dans un secteur du front macédonien où aucune bataille majeure n'eut alors lieu. il s'agissait de la zone située au sud de Ghevgheli (occupée par les Bulgares), à proximité des villes de Kilkís et Isvor (en territoire allié). Les lignes de front ne bougèrent guère pendant cette période. Stephanides se déplaçait beaucoup car une grande partie de son travail consistait à poser des lignes téléphoniques et électriques entre les positions et, du fait qu'il parlait anglais, français et grec, il était également souvent envoyé pour assurer la liaison avec les unités britanniques et françaises positionnées à proximité.
En 1921–1922, Il fut arrêté et traduit en cour martiale pour avoir « insulté » le roi Constantin Ier de Grèce. Ses opinions politiques et ses critiques des autorités militaires grecques furent à l'origine de cette situation.
Il existe des projets de publication de Macedonian Medley

Les expériences de Stephanides pendant la guerre ne furent pas très fructueuses, mais les récits qu'il en tira sont caractéristiques de son humour caustique et firent les délices de ceux qui découvrirent ainsi les situations étranges dans lesquelles il se trouva. Ainsi, Alan G.Thomas, un ami proche de Stephanides et de Lawrence Durrell, éditeur du livre de ce dernier Spirit of Place, mentionne l'incident amusant suivant survenu pendant la guerre:
De temps en temps, Théodore se souvient de la période où il servait comme artilleur. Aucun homme, semble-t-il, ne pouvait être nommé officier d'artillerie à moins d'avoir dirigé le feu au moins une fois. À cette époque, les armées alliées étaient enfermées dans un territoire étroit, chaque unité étant située presque au-dessus de l'autre. Théodore reçut les données relatives à un exercice la nuit précédente, et, déterminé à réussir, étudia le sujet avec la rigueur scientifique qui le caractérisait. Le grand moment arriva, le canon fit feu : le projectile atterri sur une tente de l'équipe médicale, sous laquelle une intervention chirurgicale était en cours... Certain de l'exactitude de ses calculs,Théodore insista pour qu'ils soient vérifiés. Il s'avéra qu'ils étaient exacts mais qu'ils étaient basés sur le nord vrai alors que le canon avait été placé en référence au nord magnétique. «Je suis probablement le seul médecin», a l'habitude de se rappeler Théodore en souriant, «qui ait laissé tomber un obus dans une salle d'opération».
Les expériences de Stephanides au cours de la campagne d'Anatolie furent tout aussi désastreuses. Gerald Durrell, qui tenait l'anecdote de Stephanides lui-même, rapporte que ce dernier se vit confier par son commandant la direction des troupes entrant dans Smyrne. À cette occasion, il montait un cheval blanc. Voici ce qu'il disait :
Alors que je chevauchais en tête de colonne, une vieille femme surgit d'une rue latérale et se mit à lancer de l'eau-de-Cologne. Cela ne dérangea pas le cheval jusqu'à ce que, par malheur, un peu d'eau de toilette atteignît ses yeux. Il était plutôt accoutumé aux défilés ainsi qu'à l'enthousiasme des foules, entre autres choses, mais pas du fait d'avoir les yeux aspergés d'eau-de-Cologne. Il en fut perturbé... euh... au point de se comporter davantage comme un cheval de cirque que comme un destrier. Je ne réussis à rester en selle que parce que mes pieds s'étaient coincés dans les étriers. La colonne dut rompre les rangs pour tenter de le calmer, mais il était tellement bouleversé que le commandant jugea déraisonnable de le laisser participer à la suite du défilé. Ainsi, pendant que la colonne poursuivait sa route dans les rues principales au son des orchestres et sous les vivats de la foule, je dus m'éclipser par les ruelles sur mon cheval blanc, tous deux, pour ajouter à la honte, empestant l'eau-de-Cologne.

### Années 1920: études de médecine à Paris et traduction de poésie
De 1922 à 1928, Stephanides étudie la médecine à l'Université de Paris. Il se spécialise en radiologie et compte, parmi ses professeurs, Marie Curie. C'est à Paris qu'il découvre et se passionne pour l'astronomie, qui restera toute sa vie son principal centre d'intérêt, comme en témoignent nombre de ses poèmes. Il est encouragé dans cette voie par l'un des principaux astronomes français, Camille Flammarion, qui souhaite en faire son principal élève et son héritier.
Dans les années 1920, Stephanides commence son travail de traducteur de poésie grecque en anglais. En 1925 et 1926, il publie deux volumes de poèmes de Kostís Palamás et d'autres poètes grecs modernes. Ces traductions sont faites en collaboration avec George Katsimbalis (également connu sous le nom de Georgios Konstantinou Katsimpales), présent, avec Stephanides lui-même et Lawrence Durrell, dans le roman de Henry Miller Le colosse de Maroussi. Katsimbalis et Stephanides se sont rencontrés pendant la Première Guerre mondiale, rencontre qui donnera naissance à une amitié et à une collaboration durables.

### Années 1930: retour à Corfou, rencontre avec la famille Durrell
Dans les années 1930, Stephanides exerce à Corfou en tant que radiologue. Il épouse Mary Alexander (petite-fille d'un ancien consul britannique à Corfou), avec qui il a une fille, Alexia Stephanides-Mercouri (1931–2018),. À Corfou, Alexia et Gerry Durrell deviennent de proches amis d'enfance,. Plus tard, elle épousera Spyros Mercouris (1926–2018), frère de l'actrice grecque Melina Mercouri, avec qui elle aura deux enfants, Pyrrhus et Alexander Mercouris.
Dans les années 1930, Stephanides développe ses compétences en biologie des eaux douces et son expertise dans l'usage du microscope,. De 1938 à 1939, il réalise un travail important lors de la campagne antipaludique à Salonique et à Chypre, financée par la Fondation Rockefeller. il retourne occasionnellement à Corfou À ce stade, Stephanides a déjà rédigé son magnum opus scientifique, un traité sur la biologie des eaux douces de Corfou, commandé en 1936 par le gouvernement grec et qui sera finalement publié en 1948. Il est crédité de la découverte de trois organismes aquatiques microscopiques, Cytherois stephanidesi, Thermocyclops stephanidesi et Schizopera stephanidesi. Comme il ressort de ses mémoires de Corfou, Stephanides était aussi un astronome. Il est la seule personne qui ait donné son nom, non seulement à trois des plus petites créatures aquatiques, mais aussi à un cratère sur la lune ("Römer A" est officieusement nommé "cratère de Stephanides').
Stephanides commence ses études de terrain à Corfou en 1933, sur la base de directives des autorités sanitaires de Corfou, afin de préparer un rapport sur les principales localités où des mesures antipaludiques seraient nécessaires. En 1935, il est présenté à la famille Durrell par leur ami commun George Wilkinson. Gerald et Lawrence Durrell resteront ses amis toute sa vie. Il fut un relecteur méticuleux de Ma famille et autres animaux (My Family and Other Animals) de Gerald Durrell et de The Greek Islands de Lawrence Durrell.

En mars 1973, dans l'introduction du livre Island Trails de Stephanides, Gerald Durrell note:
J'ai fait la connaissance de Theodore Stephanides sur l'île enchantée de Corfou, à l'âge de dix ans. Il se promenait dans ma vie, vêtu de tweed, coiffé d'un trilby, équipé d'une canne de marche dotée d'un minuscule filet à son extrémité ainsi que d'un sac à éprouvettes et de bouteilles, en bandoulière sur la hanche, la barbe scintillant au soleil; une sorte d'encyclopédie ambulante hirsute. L'érudition de Théodore eut sur le naturaliste en herbe que j'étais un effet considérable. Pour moi, qui commençais tout juste à explorer et étudier le monde dans lequel je vivais, avoir Théodore comme guide, philosophe et ami a été l'une des choses les plus importantes qui de ma vie. Peu de jeunes naturalistes ont le privilège d'être guidés par une sorte de dieu grec omnipotent, bienveillant et plein d'humour. Théodore ressemblait tellement à mes héros de cette époque (les grands naturalistes comme [Charles] Darwin, [Alfred Russel] Wallace, [Jean-Henri] Fabre, Gilbert White) que c'était comme s'il sortait tout droit des pages de leurs livres. Il avait, il a toutes les grandes qualités des naturalistes victoriens: un intérêt insatiable pour le monde qu'il habite et cette capacité à éclairer n'importe quel sujet avec ses propres observations et réflexions. Ceci, associé à un humour piquant, une mémoire prodigieuse et une capacité à faire en vingt-quatre heures ce qui en exige quarante-huit, font de lui un homme absolument hors du commun. Le vaste champ de ses centres d'intérêt peut être résumé, me semble-t-il, par le fait qu'aujourd'hui, c'est un homme qui a donné son nom à un crustacé d'eau microscopique aussi bien qu'à un cratère sur la lune.
Dans Ma famille et autres animaux, Gerald a décrit leur première rencontre avec Stephanides comme suit:
Il avait un nez droit et bien formé; une bouche malicieuse cachée dans une barbe d'un blond cendré; des sourcils droits, plutôt touffus, sous lesquels ses yeux, perçants et pétillants, avec des rides du rire dans leurs coins, scrutaient le monde.
Dans Prospero's Cell, Lawrence Durrell a donné la description suivante de Stephanides:
S'agissant du portrait de Théodore: tête fine fine et barbe dorée: visage très édouardien - et manières parfaites du professeur édouardien. Probablement la réincarnation du professeur de bande dessinée inventé par Edward Lear lors de son séjour à Corcyra [Corfou]. Très timide. Incroyablement érudit dans tout ce qui concerne l'île. Partisan farouche d’Elefthérios Venizélos. Portrait type : un homme barbu en bottes et cape, un volumineux équipement de chasse aux insectes sur le dos, traversant le pays jusqu'à quelque merveilleux étang où attend d'être exploré tout un monde microscopique d'algues et de diatomées (le seul monde réel pour lui). Theodore est toujours arrêté, soupçonné d'être un agent étranger à cause de sa barbe dorée, de son fort accent anglais et de sa mystérieuse panoplie de récipients, d'écouvillons et de tubes pendant autour de lui.
Quand Henry Miller rencontra Stephanides en 1939, il pensa:
Theodore est l'homme le plus savant que j'aie jamais rencontré, et de plus, c'est un saint.
Présentant "Une histoire synoptique de Corfou" de Stephanides, John Forte a parlé de lui en ces termes : "une partie intégrante, une parcelle même de l'île de Corfou", ajoutant qu'il « pourrait être décrit comme une institution corfiotique ».
En juin 1940, Stephanides part pour Chypre, afin de rejoindre le Royal Army Medical Corps de l'armée britannique.
Bien que Stephanides ait quitté Corfou au début de la Seconde Guerre mondiale, n'y revenant qu'occasionnellement, l'île avait été une source d'inspiration dans sa jeunesse, comme elle le fut ensuite pour le jeune Gerald Durrell. Ils avaient d'ailleurs à peu près le même âge lorsqu'ils y « débarquèrent ». Cette inspiration transparait clairement dans les nombreuses références à l'île qui figurent dans ses poèmes ainsi que dans le recueil de souvenirs de ses rencontres avec Lawrence Durrell à Kalami et Paleokastrítsa (Corfu Memoirs, publié dans Autumn Gleanings).

### Seconde Guerre mondiale, mémoireClimax en Crète
Pendant la Seconde Guerre mondiale, en raison de sa double nationalité grecque et britannique, Stephanides sert en tant que médecin militaire (lieutenant, puis major) dans le corps médical britannique en Grèce, en Crète, en Sicile et au Sahara,,. En mai 1941, il est en Crète avec les troupes alliées lorsque les Allemands attaquent brusquement l'île par les airs. Après plusieurs jours de bombardements intensifs et de mitraillages par les Stukas, les Alliés commencent à battre en retraite à travers l'île, de Souda à Sfakiá, pour être évacués par mer. Theodore doit marcher une soixantaine de kilomètres dans des bottes beaucoup trop grandes pour lui, le frottement qui en résulte lui meurtrissant cruellement les pieds. Au cours de la dernière étape, il prend en charge avec un confrère une centaine de blessés. Le groupe qu'ils constituent doit marcher à découvert, sous la protection du drapeau de la Croix-Rouge. Finalement, ils parviennent à atteindre la plage d'embarquement et sont évacués par le HMAS Perth vers Alexandrie.

En 1946, Stephanides publie Climax in Crete, un témoignage saisissant sur la bataille de Crète. Lawrence Durrell en écrit la préface, et observe:
Ce récit sobre et factuel de l'expérience de la guerre en Grèce et en Crète ne peut revendiquer aucune des caractéristiques du journalisme : actualité immédiate, sensationnalisme, imprécision. Il n'a pas été écrit pour être publié et il est exempt de tout effet littéraire. Mais pour la clarté, la précision et l'authenticité, il vaut n'importe quel Purchas des temps modernes... Avec la précision de l'observation directe, il évoque l'atmosphère de la Grèce et de la Crète lors de l'attaque allemande avec une fidélité à ma connaissance inégalée; et pour ceux qui l'ont vécue, ce sera une lecture bienfaisante après celle de la prose décousue et sensationnaliste des journalistes professionnels. En tant que récit d'une campagne historique, il doit certainement survivre, par son humilité, sa simplicité et son honnêteté, à des livres plus prétentieux.
Le frère de Lawrence, Gerald Durrell, a écrit sur Climax in Crete ce qui suit:
L'un des meilleurs livres de guerre écrits mais aujourd’hui [en 1973], hélas, épuisé. Battant en retraite à travers la Crète avec l'armée alliée pendant la Seconde Guerre mondiale, Theodore, le moins guerrier des hommes, a été bombardé et mitraillé avec les autres par les Allemands. Mais qui d'autre que Théodore pourrait raconter comment, alors que les Stukas en piqué mitraillaient la route, il plongea dans un fossé et y nota avec intérêt la présence de deux espèces de larves de moustiques qu'il n'avait encore jamais observées ? Qui d'autre que Theodore aurait remarqué que les troupes épuisées, dormant sous les oliviers, cessaient de ronfler sans se réveiller dès qu'elles entendaient le ronronnement d'un avion, et recommençaient à ronfler quand ce bruit s'éloignait?
Alan G. Thomas a écrit:
Vu que son livre Climax in Crete est l'un des meilleurs témoignages sur une campagne militaire qui aient été écrits, d'un point de vue humain, il est à espérer qu'un jour il publiera le récit de ses expériences de la première guerre.
Climax in Crete a été largement cité par l'historien militaire anglais Antony Beevor dans son livre Crete: The Battle and the Resistance (1991).
Lors de son séjour en Crète, Stephanides a fait une traduction en anglais de la célèbre chanson allemande Lili Marleen, qui, selon lui, "est bien meilleure que toutes celles que j'ai entendues, car elle est plus proche de l'original et qu'elle s'accorde mieux à la mélodie. Il a inclus cette traduction dans Climax en Crète.
Les parents de Stephanides et de nombreux amis ont été tués à Corfou par les bombardements et les mitraillages allemands. L'épouse de Stephanides, Mary, et sa fille Alexia, qui vivaient à Londres, furent envoyées vivre avec les Durrell à Bournemouth pendant le Blitz de Londres, en1940-1941.
Les expériences de Stephanides dans le désert occidental sont décrites dans ses deux mémoires, Western Desert Scramble et Western Desert and Beyond, qui sont conservés, avec Macedonian Medley; 1917–1918, à l'Imperial War Museum de Londres. Aucun de ces recueils n'a encore été publié.

### Après-guerre: le départ pour Londres

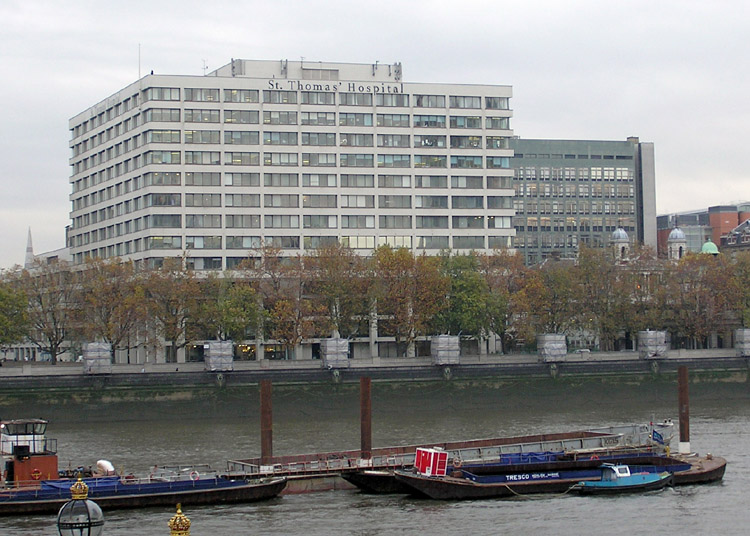
L'hôpital St Thomas de Londres où Theodore Stephanides a travaillé comme assistant radiologue après la Seconde Guerre mondiale.

Peu après la fin de la Seconde Guerre mondiale, Theodore Stephanides prend sa retraite de l'armée britannique et rejoint sa famille à Londres. Il y travaille en qualité de radiologue assistant à l'hôpital St. Thomas, dans le district de Lambeth, de 1945 jusqu'à sa retraite en 1961,. La publication de Climax in Crete en 1946 est suivie par deux études scientifiques: The Microscope and the Practical Principles of Observation en 1947, un guide détaillé sur le fonctionnement et l'utilisation du microscope, et le fondamental A Survey of the Freshwater Biology of Corfou and of Certain Other Regions of Greece en1948.

Dans l'épilogue de Island Trails, Stephanides raconte comment ses livres, ses collections scientifiques et la plupart de ses notes furent détruits pendant les attaques aériennes sur Corfou. Cependant, A Survey of the Freshwater Biology of Corfu and of Certain Other Regions of Greece fut sauvé par un heureux hasard et publié en 1948 par l'Institut hellénique de biologie des eaux douces. Stephanides ajoute avec humour:
Je n'ai jamais entendu dire qu'il était en passe de devenir un best-seller malgré le fait qu'il contienne, entre autres bonnes choses, un récit suggestif des aberrations sexuelles de la puce d'eau Cyclops bicuspidatus Claus var. lubbocki Brady.
En 2012, Peter G.Sutton, biologiste et professeur de sciences britannique, a fait l'éloge ce de livre :
Il n'est pas surprenant que les études de cet homme remarquable aient trouvé leur place dans le Bulletin de la recherche entomologique (The Bulletin of Entomological Research)... et j'ai été étonné que tant de chemins vers la connaissance, depuis l'établissement d'une liste à jour des Odonates jusqu'à l'examen des coléoptères aquatiques et même l'étude du crabe d'eau douce Potamon fluviatile, doivent passer par ses travaux originaux sur la biologie d'eau douce de l'île, faute de quoi existerait un risque d'erreur.... Le travail de Theodore Stephanides a donc jeté les bases pour les futurs naturalistes qui étudieront la faune aquatique de Corfou, et mon propre travail sur l'île, ainsi que le travail des autres, a illustré l'importance d'utiliser son étude comme base de référence. À deux reprises au moins, par exemple, des écrits ont fait état d'observations nouvelles pour l'île, avant que l'on ne découvre que Stephanides avait déjà décrit les espèces concernées. L'une des explications est la rareté de la publication de 1948, qui n'existe aujourd'hui, apparemment, que dans sept établissements universitaires dans le monde.
Stephanides a continué à écrire et à entreprendre des recherches, apparaissant avec Gerald Durrell dans le documentaire de la BBC sur Corfou, The Garden of the Gods (1967). Voici ce qu'il a écrit à ce sujet:
Depuis la Seconde Guerre mondiale, je ne suis revenu à Corfou que quelques mois, l'été. La dernière fois, c'était en 1967, lorsque j'ai aidé Gerald Durrell et Christopher Parsons à réaliser le reportage de la BBC à Corfou, Garden of the Gods.
Stephanides a également travaillé en collaboration avec Lawrence Durrell à un projet portant sur l'histoire du théâtre d'ombres Karaghiozis, qu'ils avaient découvert à Corfou dans les années 1930. Stephanides décrit Karaghiozis dans les Mémoires de Corfou (chapitre [9], ("Lawrence Durrell et le théâtre d'ombres grec") et, plus largement, dans Island Trails (chapitre 3, "Phaeacia Again"). Lawrence Durrell a également consacré un chapitre à Karaghiozis dans Prospero's Cell (chapitre IV, "Karaghiosis: The Laic Hero").
Stephanides a reçu beaucoup d'éloges et acquis une réputation flatteuse de poète après la publication consécutive de ses recueils de poésie The Golden Face (1965) et The Cities of the Mind (1969). Il a également publié Worlds in a Crucible (1973). En outre, il a continué à traduire la poésie de Kostís Palamás en collaboration avec George Katsimbalis. Katsimbalis lui-même a dit que sa propre contribution n'était pas vraiment nécessaire, Stephanides ayant une maîtrise suffisante du grec et de l'anglais, mais ce dernier semble avoir ressenti le besoin d'un deuxième avis émanant d'une personne imprégnée de littérature grecque. Ses volumes de traduction, que Katsimbalis ait ou non apporté une contribution active, figurent sous leurs deux noms.
Une autre traduction très appréciée de Stephanides, celle du poème national grec Erotókritos, a été publiée à titre posthume en 1984. Le volume était dédié à Lawrence et Gerald Durrell.

Marios-Byron Raizis (1931-2017), un célèbre byroniste et romantique gréco-américain, a fait l'éloge du talent de Stephanides en tant que poète et traducteur, déclarant:
Si Theodore Stephanides avait été moins grec dans l'âme et s'il avait anglicisé le nom de famille de son père en Stephenson ou Stevens, je crois que, comme poète et traducteur anglais, il aurait sa place à part entière dans la culture littéraire anglaise que nous aimons tous, étudions et célébrons aujourd'hui..
En 1973, Stephanides a publié Island Trails, un récit en partie fictif de Corfou et des îles Ioniennes, essentiellement une collection d'éléments du folklore grec qu'il rassembla au fil des ans. Cet ouvrage préfacé par Gerald Durrell est aujourd'hui une rareté bibliographique.

Le 15 février 1983, Stephanides est apparu comme un "invité surprise très spécial" dans le programme de télévision britannique This is Your Life (diffusé le 23 février 1983) avec Gerald Durrell,. Douglas Botting, le biographe officiel de Gerald Durrell, écrit à ce sujet:
Il y avait même un extrait de film de Theodore Stephanides, qui était apparemment trop malade pour assister au spectacle. C'est du moins ce qu'il semblait. Gerald a été stupéfait quand soudainement le vrai Théo est entré avec précaution sur le plateau, frêle et âgé, mais plus impeccable et vif d'esprit que jamais, véritablement rayonnant. C'était la réunion qui concluait toutes les précédentes. le maître et l'élève se sont embrassés comme seuls deux vieux amis dont l'amitié remontait à près d'un demi-siècle le pouvaient, sachant que c'était peut-être la dernière fois, ce qui fut effectivement le cas. Puis Gerald prit la main de Théo et le conduisit vers la caméra ; il leva la main du vieil homme au-dessus de sa tête dans un geste de salutation, de triomphe et d'amour.
Theodore Stephanides est mort paisiblement dans son sommeil le 13 avril 1983 dans le district de Kilburn, à Londres. Lawrence Durrell lui a dédié les îles grecques (1978) et Gerald Durrell Birds, Beasts and Relatives (1969) ainsi que The Amateur Naturalist (1982), du vivant de Stephanides, si bien qu'il put lire les mots suivants:
Ce livre est pour Theo (Dr Theodore Stephanides), mon mentor et ami, sans les conseils duquel je n'aurais rien accompli.
Le 25 mai 2011, une plaque en l'honneur de Stephanides a été dévoilée dans la ville de Corfou, sur le bâtiment où se trouvait son laboratoire et son cabinet de consultations dans les années 1930 (22 rue Mantzarou). Le texte est en grec et en anglais. On y lit :
Theodore Stephanides, 1896–1983, médecin, scientifique, écrivain, mentor de Lawrence et Gerald Durrell, a exercé ici.

## Sélection bibliographique
- Poems (original work by Kostís Palamás in Greek, translation to English, co-author Georgios Konstantinou Katsimpales (George Katsimbalis)) (Hazell, Watson and Viney, 1925)
- Modern Greek Poems (selection and translation from Greek into English, co-author Georgios Konstantinou Katsimpales) (1926)
- Climax in Crete (an account of the Battle of Crete) (Faber and Faber, 1946)
- The Microscope and the Practical Principles of Observation (Faber and Faber, 1947)
- A Survey of the Freshwater Biology of Corfu and of Certain Other Regions of Greece, Practika of the Hellenic Hydrobiological Institute, No. 2 (2), pp. 11–263 (1948)
- "The influence of the antimosquito fish, Gambusia affinis, on the natural fauna of a Corfu lakelet" (technical article), Practika of the Hellenic Hydrobiological Institute, No. 9, pp. 3–6 (1964)
- The Golden Face (collection of poems) (Fortune Press, London, 1965)
- Cities of the Mind (collection of poems) (Fortune Press, London, 1969)
- Three Poems (original work by Kostis Palamas in Greek, translation into English, co-author Georgios Konstantinou Katsimpales) (self-published, 1969)
- Worlds in a Crucible (collection of poems) (Mitre Press, 1973)
- Island Trails (semi-fictional account of Corfu and other Ionian Islands) (London: Macdonald, 1973)
- The Twelve Words of the Gipsy (original work by Kostis Palamas in Greek, translation into English, co-author Georgios Konstantinou Katsimpales) (Oasis Books, London, 1974)
- A Hundred Voices (original work by Kostis Palamas in Greek, translation to English, co-author Georgios Konstantinou Katsimpales) (self-published, 1976)
- Karaghiozis and the Enchanted Tree: A Modern Greek Shadow-Play Comedy (Greek Gazette, 1979)
- The King's Flute (original work by Kostis Palamas in Greek, translation to English, co-author Georgios Konstantinou Katsimpales) (The Kostis Palamas Institute, 1982)
- Erotocritos (original work by Vitsentzos Kornaros, translated from Greek to English) (Papazissis, 1984)
- Kostis Palamas: A Portrait and an Appreciation. Including Iambs and Anapaests and Ascraeus (partly original work by Kostis Palamas in Greek, translation into English, co-authors Theophanis G. Stavrou, Constantine A. Trypanis, Georgios Konstantinou Katsimpales) (Nostos Books, 1985)
- Autumn Gleanings: Corfu Memoirs and Poems (original texts apparently written in the 1970s; edited by Richard Pine, Lindsay Parker, James Gifford and Anthony Hirst) (Durrell School of Corfu, International Lawrence Durrell Society, 2011)
- Sweet-Voiced Sappho: Some of the Extant Poems of Sappho of Lesbos and Other Ancient Greek Poems (translated by Theodore Stephanides, edited by Anthony Hirst) (Colenso Books, London, 2015)

- Poèmes (œuvre originale de Kostís Palamás en grec, traduction en anglais, co-auteur Georgios Konstantinou Katsimpales (George Katsimbalis)) (Hazell, Watson et Viney, 1925)
- Poèmes grecs modernes (sélection et traduction du grec vers l'anglais, co-auteur Georgios Konstantinou Katsimpales) (1926)
- Climax in Crete (un compte rendu de la bataille de Crète) (Faber et Faber, 1946)
- Le microscope et les principes pratiques de l'observation (Faber et Faber, 1947)
- Une étude de la biologie de l'eau douce de Corfou et de certaines autres régions de Grèce, Practika de l'Institut hellénique d'hydrobiologie, n ° 2 (2), p. 11–263 (1948)
- «L'influence du poisson antimosquito, Gambusia affinis, sur la faune naturelle d'un lakelet de Corfou» (article technique), Practika de l'Institut hellénique d'hydrobiologie, n ° 9, pp. 3-6 (1964)
- The Golden Face (recueil de poèmes) (Fortune Press, Londres, 1965)
- Cities of the Mind (recueil de poèmes) (Fortune Press, Londres, 1969)
- Three Poems (œuvre originale de Kostís Palamás en grec, traduction en anglais, co-auteur Georgios Konstantinou Katsimpales) (auto-publié, 1969)
- Worlds in a Crucible (recueil de poèmes) (Mitre Press, 1973)
- Island Trails (récit semi-fictif de Corfou et d'autres îles Ioniennes) (Londres: Macdonald, 1973)
- The Twelve Words of the Gipsy (œuvre originale de Kostís Palamás en grec, traduction en anglais, co-auteur Georgios Konstantinou Katsimpales) (Oasis Books, Londres, 1974)
- A Hundred Voices (travail original de Kostís Palamás en grec, traduction en anglais, co-auteur Georgios Konstantinou Katsimpales) (auto-publié, 1976)
- Karaghiozis and the Enchanted Tree: A Modern Greek Shadow-Play Comedy (Greek Gazette, 1979)
- The King's Flute (œuvre originale de Kostís Palamás en grec, traduction en anglais, co-auteur Georgios Konstantinou Katsimpales) (The Kostis Palamas Institute, 1982)
- Erotocritos (œuvre originale de Vitsentzos Kornaros, traduite du grec vers l'anglais) (Papazissis, 1984)
- Kostís Palamás : un portrait et une appréciation. Y compris Iambs et Anapaests et Ascraeus (œuvre en partie originale de Kostís Palamás en grec, traduction en anglais, co-auteurs Theophanis G.Stavrou, Constantine A. Trypanis, Georgios Konstantinou Katsimpales) (Nostos Books, 1985)
- Autumn Gleanings: Corfu Memoirs and Poems (textes originaux apparemment écrits dans les années 1970; édité par Richard Pine, Lindsay Parker, James Gifford et Anthony Hirst) (Durrell School of Corfu, International Lawrence Durrell Society, 2011)
- Sweet-Voiced Sappho: Some of the Extant Poems of Sappho of Lesbos and Other Ancient Greek Poems (traduit par Theodore Stephanides, édité par Anthony Hirst) (Colenso Books, Londres, 2015)

## Portraits
- Dans la série télévisée de 10 épisodes de la BBC, Ma famille et autres animaux (1987), Theodore Stephanides est joué par Christopher Godwin.
- Dans le film de 90 minutes de la BBC, Ma famille et autres animaux (2005), Theodore Stephanides est joué par Chris Langham.
- Dans la série d'ITV The Durrells (2016-2019), Theodore Stephanides est joué par Yorgos Karamihos[43].